# Cyrtandromoea subintegra
Cyrtandromoea subintegra är en tvåhjärtbladig växtart som beskrevs av Charles Baron Clarke. Cyrtandromoea subintegra ingår i släktet Cyrtandromoea och familjen Gesneriaceae. Inga underarter finns listade i Catalogue of Life.